# Hachalu Hundessa
Hachalu Hundessa, né en 1985 à Ambo en Éthiopie et mort le 29 juin 2020 à Addis-Abeba (Éthiopie), est un chanteur, auteur-compositeur et militant éthiopien.

## Biographie

### Jeunesse
Fils de Gudatu Hora et Hundessa Bonsa, Hachalu Hundessa nait en 1985 à Ambo en Éthiopie et grandit dans une famille Oromos. Durant sa jeunesse, il s'occupe du bétail et chante dans divers clubs scolaires.
En 2003, alors qu'il n'a que 17 ans et est encore au lycée, il est arrêté et condamné à une peine de prison pour avoir participé à des manifestations[Lesquelles ?]. Il est relâché en 2008 après cinq ans d'incarcération à Karchale Ambo.

### Carrière musicale
Hachalu Hundessa sort son premier album Sanyii Mootii en 2009. Une grande partie des chansons qu'il contient ont été écrites et composées durant son séjour en prison. Son deuxième album, Waa'ee Keenyaa, sort en 2013 alors qu'il est en tournée aux États-Unis. Véritable succès, l'album devient no 1 des ventes dans la catégorie musique africaine sur Amazon.
Ses chants engagés ont permis d'unifier les Oromos et de les encourager à résister face à l'oppression[Laquelle ?]. Ses chansons sont étroitement liées à la résistance anti-gouvernementale du peuple qui commença en 2015 mais également aux manifestations de 2016 en Éthiopie. Des mois après la sortie de sa chanson Maalan Jira (ou Quelle existence est la mienne en français) en juin 2015, des protestations contre le plan directeur d'Addis-Abeba[Quoi ?] ont eu lieu dans toute la région de l'Oromia. Cette chanson est devenue un hymne pour les manifestants et l'un des clips musicaux oromo les plus regardés.
En décembre 2017, Hachalu Hundessa chante lors d'un concert géant à Addis-Abeba, la capitale éthiopienne, et permet de récolter des fonds pour les 700 000 Oromos déplacés par la violence ethnique qui règne dans le pays. À travers ses textes, il exprime les plaintes de sa communauté qui s'estime mise à l'écart économiquement et politiquement. Le concert est diffusé en direct par Oromia Broadcasting Network (en).
Les chansons de Hachalu Hundessa ont permis de redonner espoir aux Oromos et de libérer leurs frustrations. Selon le conférencier Awol Allo, « Hachalu était la voix de la révolution oromo, un génie lyrique et un activiste qui incarnait les espoirs et les aspirations du public oromo ».

### Mort
Hachalu Hundessa est abattu au volant de sa voiture dans la soirée du 29 juin 2020 dans le quartier de Gelan Condominiums à Addis-Abeba. Il est transporté à l'hôpital de Tirunesh Beijing où il décède des suites de ses blessures. Des milliers de personnes en deuil se rassemblent alors à l'hôpital pendant que la police utilise des gaz lacrymogènes pour disperser la foule. Bien que les manifestants insistent pour qu'il soit enterré à Addis-Abeba, son corps est transporté par avion à Ambo, sa ville natale. Plusieurs suspects pouvant avoir un lien avec le meurtre sont arrêtés par la police.
Sa mort déclenche des protestations dans toute la région d'Oromia. Lors des manifestations à Adama, neuf manifestants sont tués et 75 autres sont blessés. À Asebe Teferi, deux autres personnes sont tuées par balle. À Harar, des manifestants grimpent sur la statue du prince Mekonnen Welde Mikaél. Le lendemain matin, internet est coupé par le gouvernement dans une grande partie de l'Éthiopie. Cette mesure avait déjà été utilisée auparavant lors d'élections et de manifestations. Le Premier ministre Abiy Ahmed présente ses condoléances à la famille du chanteur et appelle au calme dans un contexte particulier où les tensions dues au retard des élections en raison de la pandémie de Covid-19 sont croissantes. Le journaliste et militant Jawar Mohammed réagit à sa mort via le réseau-social Facebook en écrivant : « Ils n'ont pas seulement tué Hachalu. Ils ont tiré dans le cœur de la nation Oromo, une fois de plus ! Vous pouvez nous tuer, nous tous, vous ne pourrez jamais nous arrêter ! Jamais ! ». Le 1er juillet, les médias annoncent une cinquantaine de victimes dues aux manifestations,. Dans un contexte où les tensions ethniques en Éthiopie sont fortes, et qui ont déjà aboutit à des actions militaires ou paramilitaires (notamment la Tentative de coup d'État de 2019 dans l'Amhara), des groupes armés se joignent aux manifestants et les font dégénérer en affrontements inter-ethniques et contre les forces de l'ordre, et les étendent également à Addis-Adeba. Au 4 juillet 2020, il y avait 166 morts, 167 blessés graves et un millier d'arrestations. Au 11 juillet, il y avait 239 morts (5 miliciens, 9 policiers et 215 civils) et plus de 3500 arrestations dans l'Oromia, et 10 morts (dont 8 policiers) à Addis-Abeba. L'ampleur des violences semble s'expliquer par le fait que beaucoup d'Oromos avaient espéré que l'élection du premier ministre Abiy Ahmed, lui-même oromo, allait améliorer les conditions de vie et l'inclusion de cette ethnie, mais deux ans après beaucoup étaient déçus, ce qui a provoqué des affrontements entre Oromos pro et anti Ahmed.
Hachalu Hundessa avait récemment reçu des menaces de mort et avait donné une interview à Oromia Media Network une semaine avant son décès,.
Le 10 juillet, la procureure générale éthiopienne Abebech Abbebe annonce que deux hommes avaient avoués le meurtre d'Hundessa, et qu'un troisième suspect en fuite avait été identifié.